# Абат
Аба́т (на латински: abbas, от на иврит: אבּא – отец) е католическа духовна титла, която от V век се дава на настоятелите на католическите абатства. Аналогично звание с женско окончание – абатиса (от на латински: Abbatissa) впоследствие започват да дават на настоятелките на женските манастири.

## История
До началото на Х век, докато манастирите в Западна Европа се ръководят основно съобразно правилата, установени от Свети Бенедикт Нурсийски, абат е общото название за техните настоятели. През X век започват да се основават нови духовни ордени и само манастирите на някои от тях – като норбертинците, цистерцианците и трапистите се управляват от абати, а главите на голяма част от манастирите на останалите ордени възприемат други духовни названия: майори (при камалдулите), приори (при картузианците, йеронимитите, доминиканците, кармелитите, августинците и др.), гвардиани (при францисканците) или ректори (при йезуитите).
Абатите заемат различно положение по отношение на ордена, от една страна, и по отношение подчинените им монаси, от друга страна. Например при бенедиктинците назначеният от Конвента на ордена абат имал пълна самостоятелност, за разлика от цистерцианците, при които абатът бил фактически подчинен на Върховния съвет на ордена в Клерво. Абатът имал изключителна власт – той имал права и бил длъжен да съблюдава за спазването на правилата на съответния орден, да управлява манастирските имоти и да изисква от монасите безусловно послушание.
След Седмия вселенски събор абатите получават правото да дават на своите монаси низши духовни чинове. Всички абати принадлежат към прелатите на църквата, като заемат в църковната йерархия място непосредствено след епископите и имат право глас на църковните събори. Настоятелките на женските манастири – абатиси, нямат такива права. Поради това че жените не можели да извършват свещенодействия, абатисите остават на подчинение на епископа на съответната епархия.
След VII век епископите започват често да се намесват в работите на абатите, като назначавали на тези длъжности свои любимци или често оставяли абатствата за себе си. През следващите столетия някои западни крале започват да предоставят абатствата на свои привърженици като награда за тяхната вярност или военни заслуги. В резултат на това през Х век, начело на някои големи абатства вече стоят светски абати или или абатграфове (на латински: Abbacomites, Abbates milites), събиращи в своя полза доходите от тези духовни учреждения. В тези случаи действителният надзор в манастирите се осъществява от духовни лица – декани или приори.
След като в края на XVIII века по време на Френската революция повечето абатства са разпуснати или разрушени, абатите изчезват от френския обществен живот. Понастоящем във Франция титлата абат освен в обичайния смисъл се използва и като форма на вежливо обръщение към всички представители на бялото духовенство. В Италия думата abbate има също двойствено значение и се използва и като обръщение към всеки млад духовник, който все още не е получил свещенически сан.

## В Православната църкви
На абата в Православната църква съответства духовната титла игумен, а в по стари времена и архимандрит.